# Хордофон
Хордофо́ни (від грец. χορδη — струна і грец. φωνη — звук) — група музичних інструментів, джерелом звуку яких є вібруюча струна, натягнута між двома фіксованими точками. Термін «хордофон» з'явився в класифікації Е. М. фон Горнбостеля та К. Закса, усім хордофонам присвоюється номер 3.
Термін «хордофони» нерідко розглядають як синонімічний до терміна струнні музичні інструменти. Між тим, немає точної відповідності між цими термінами. Так, сучасні фортепіано і клавесин відносять до клавішних музичних інструментів, попри їх належність за Горнбостеля-Закса до групи хордофонів.  
Класифікація хордофонів у системі Горнбостеля-Закса така:
- 3.1 Прості (цитроподібні). Інструмент складається зі струн і механізму натяжіння, резонатор може бути відокремлений від решти конструкції або взагалі відсутній.
311 — струнотримач має форму палиці (нім. Stabzithern)
312 — струнотримач має форму склепіння (нім. Röhrenzithern)
313 — струнотримач виготовляється з тростини, що заплітають подібно як пліт (нім. Flosszithern)
314 — з резонаторним ящиком (нім. Brettzithern, до цього виду відносять фортепіано і гуслі)
315 — струнотримач має форму корита (нім. Schalenzithern)
316 — струни натягнені на відкриту раму (нім. Rahmenzithern)
- 3.2 Складені хордофони. Резонатор є складовою частиною інструменту і не може бути відокремлений.
321 — «лютнеподібні», струни натягнені паралельно поверхні резонатора (нім. Lauten, до цього виду відносять зокрема скрипку і гітару)
322 — «арфи», струни натягнені перпендикулярно поверхні резонатора (нім. Harfen, до цього виду відносять зокрема сучасну хроматичну арфу)
323 — змішаний тип, у верхній частині струни натягають під певним кутом до грифу, у нижній — паралельно поверхні резонатору (нім. Harfenlauten)
- 3.3 Хордофони без класифікації[1].

Більшість європейських струнних інструментів, включно зі скрипкою, гітарою та арфою належать до другої групи, тоді як фортепіано і клавесин — до першої. Критерієм належності того чи іншого інструменту до певної групи, згідно з класифікацією Закса-Горнбостеля, полягає у можливості вилучити резонатор без виведення інструменту з ладу. Ідея того, що дерев'яний корпус фортепіано може бути усунутий є дивною, однак дослідники вважали, що струни фортепіано разом із резонансною декою можуть звучати й поза дерев'яним корпусом інструменту. В той же час струни скрипки переходять через «місток», що розташований на резонуючому корпусі, і якщо його усунути, натягнуті струни втратять точку опори і, відповідно, належний ступінь натяжіння.

## Галерея

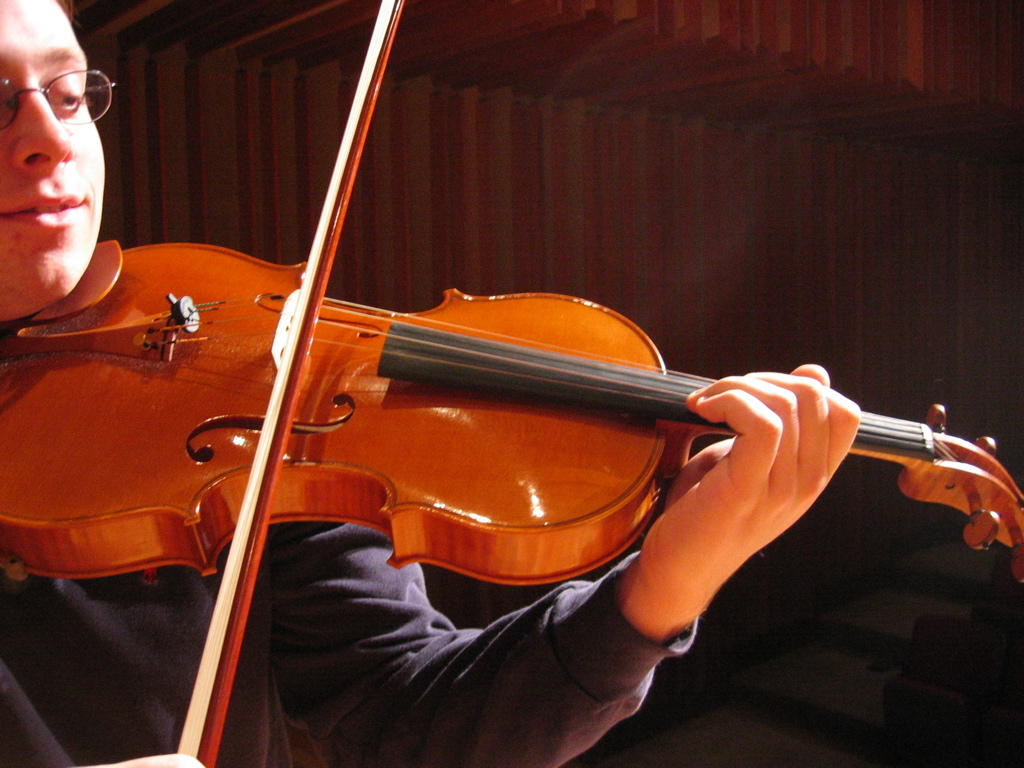
Музикант, що грає на скрипці
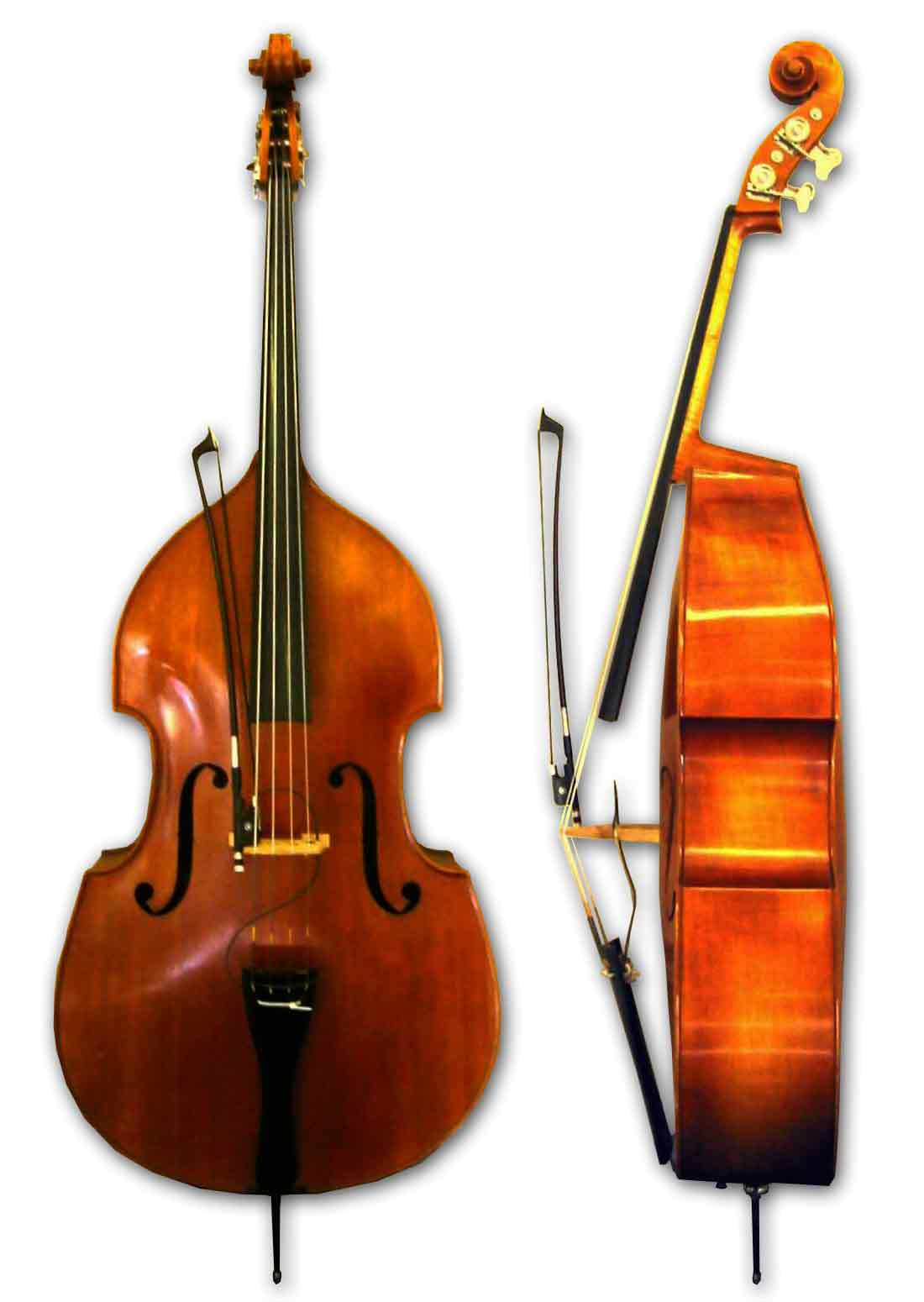
Контрабас і смичок
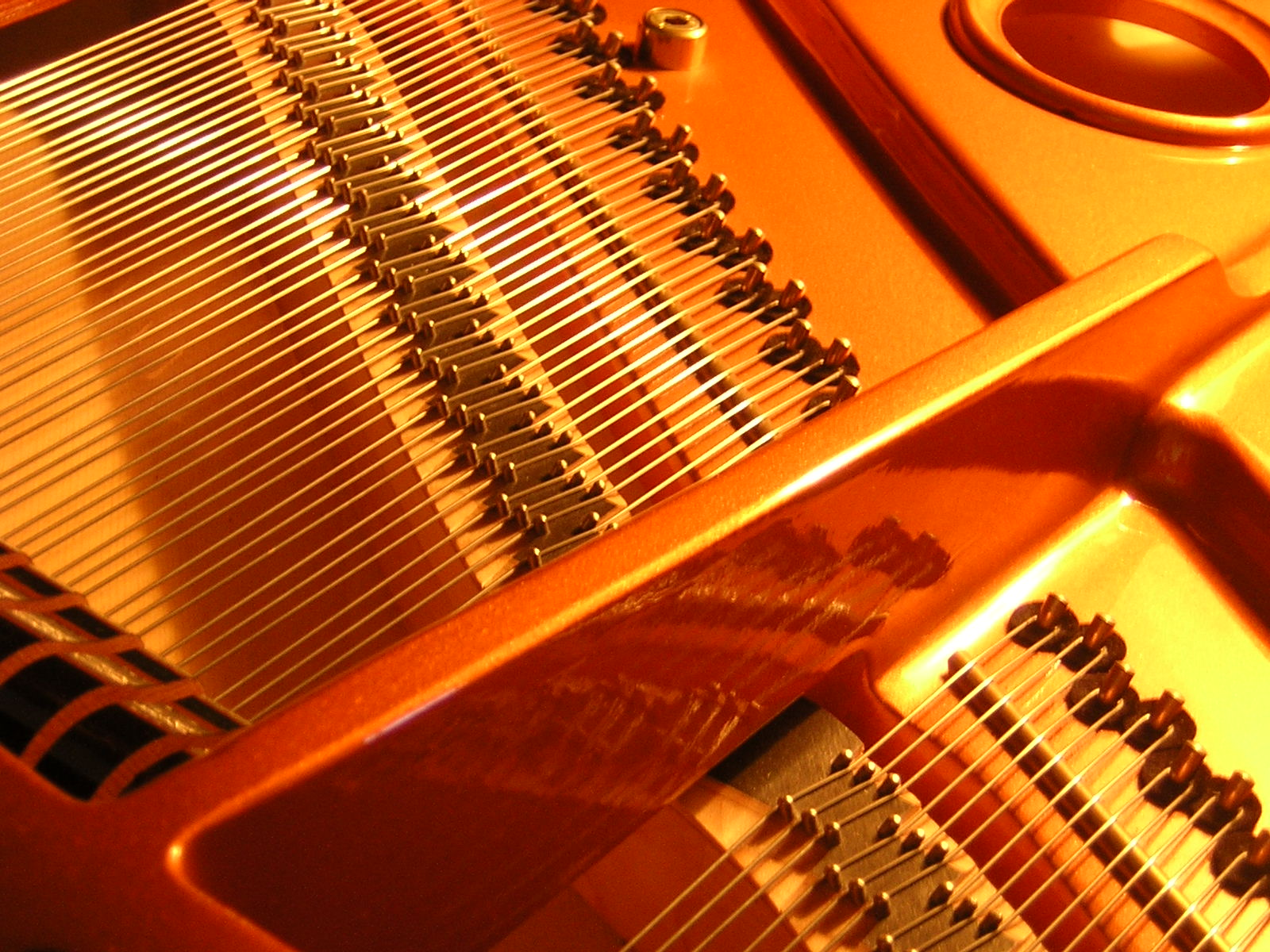
Струни Роялю
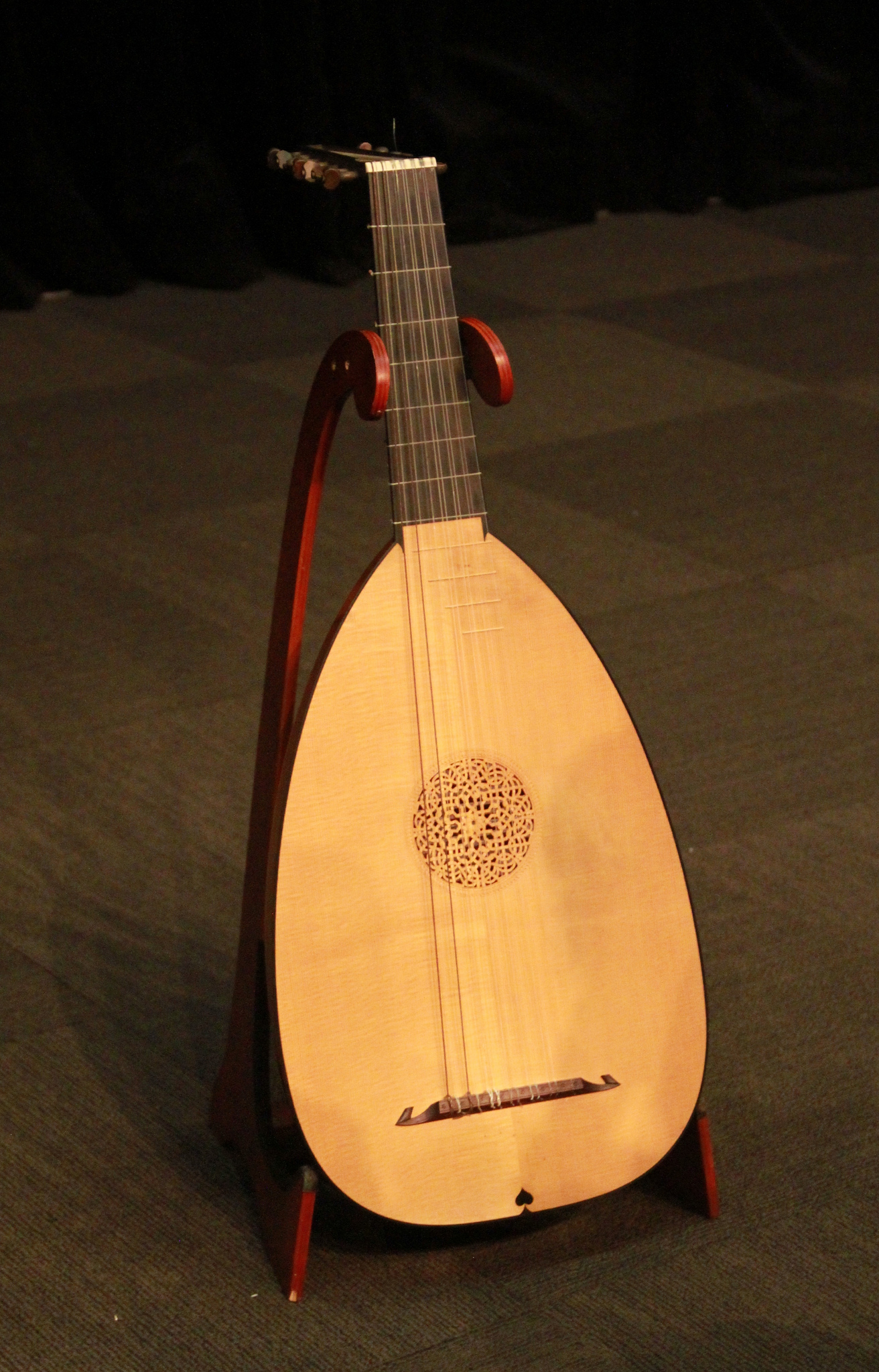
Лютня
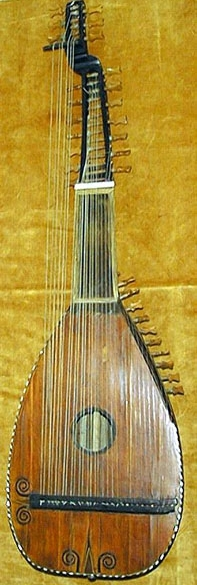
Торбан
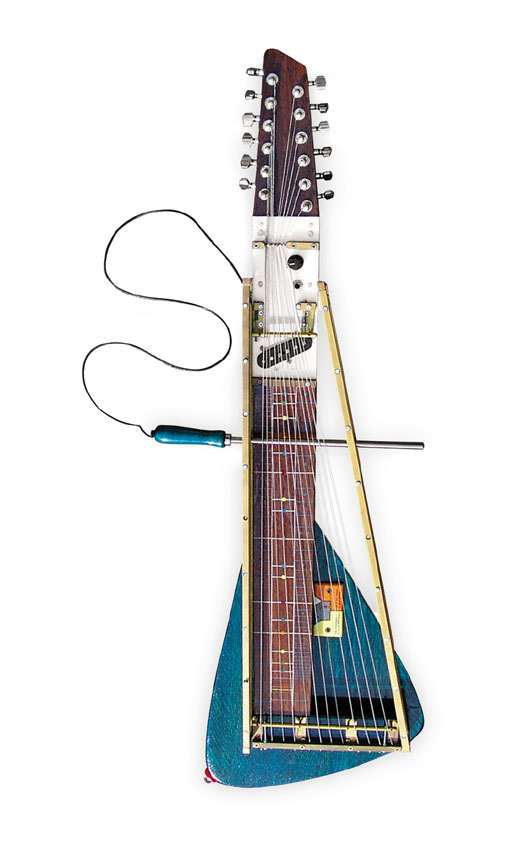
Моодсвінґер
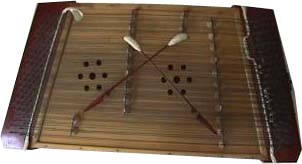
Цимбали
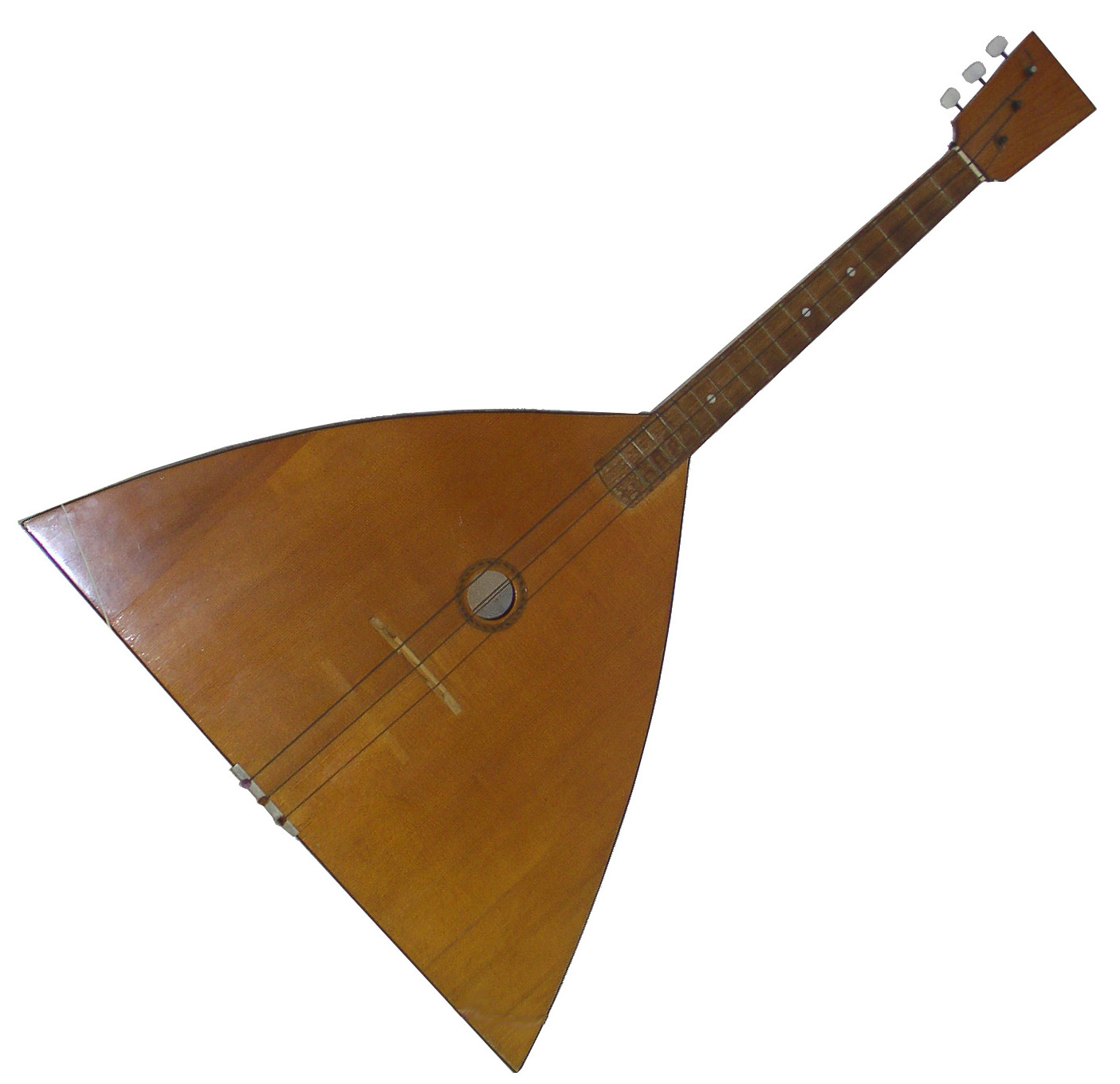
Балалайка
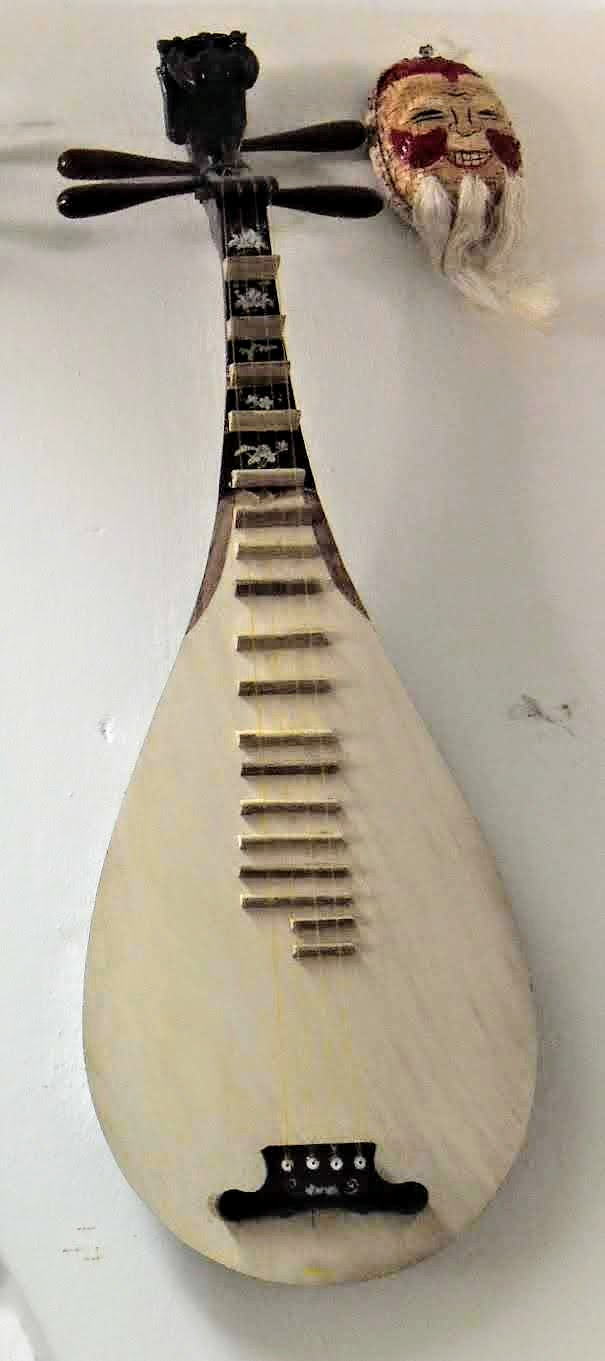
Біва
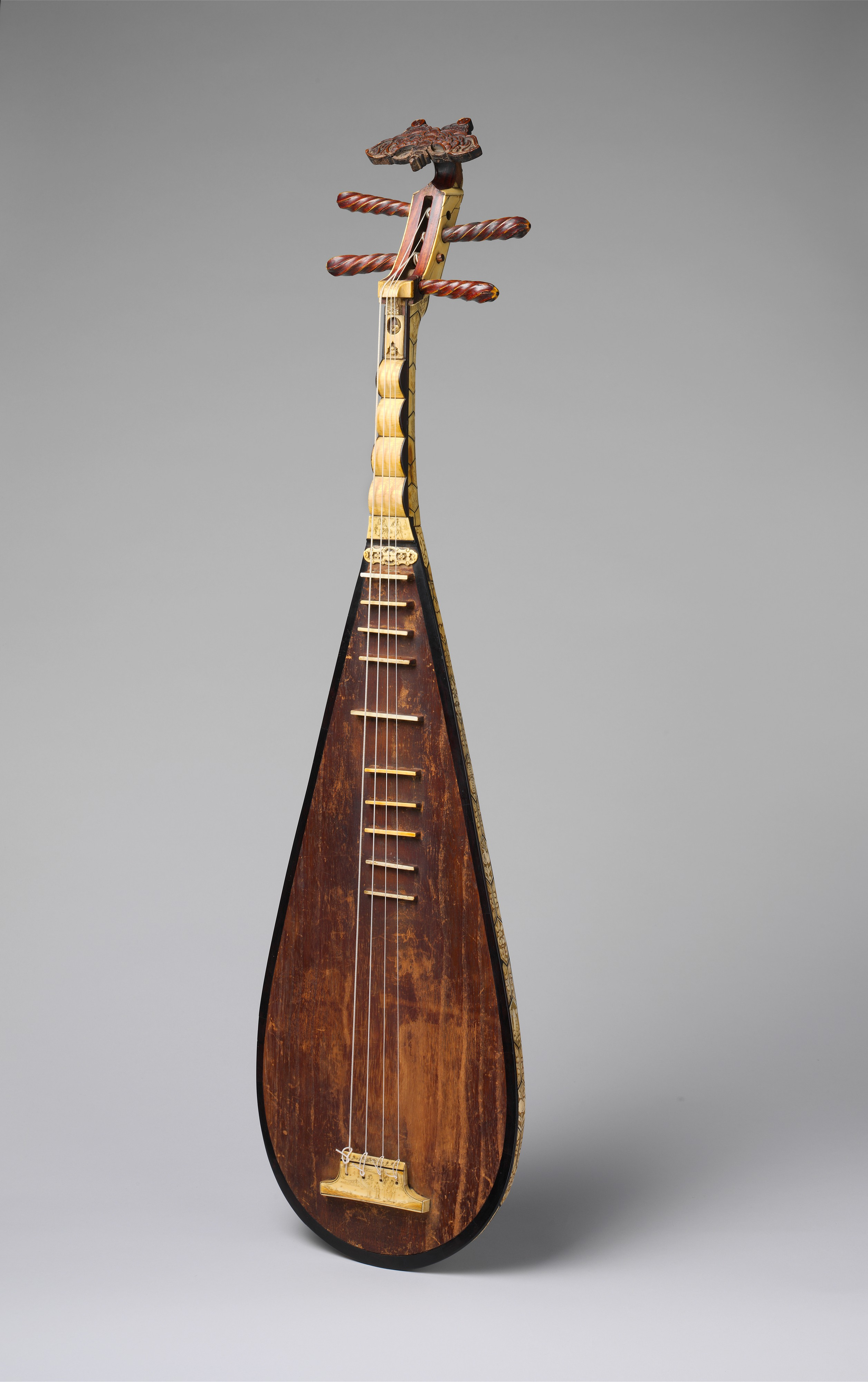
Піпа
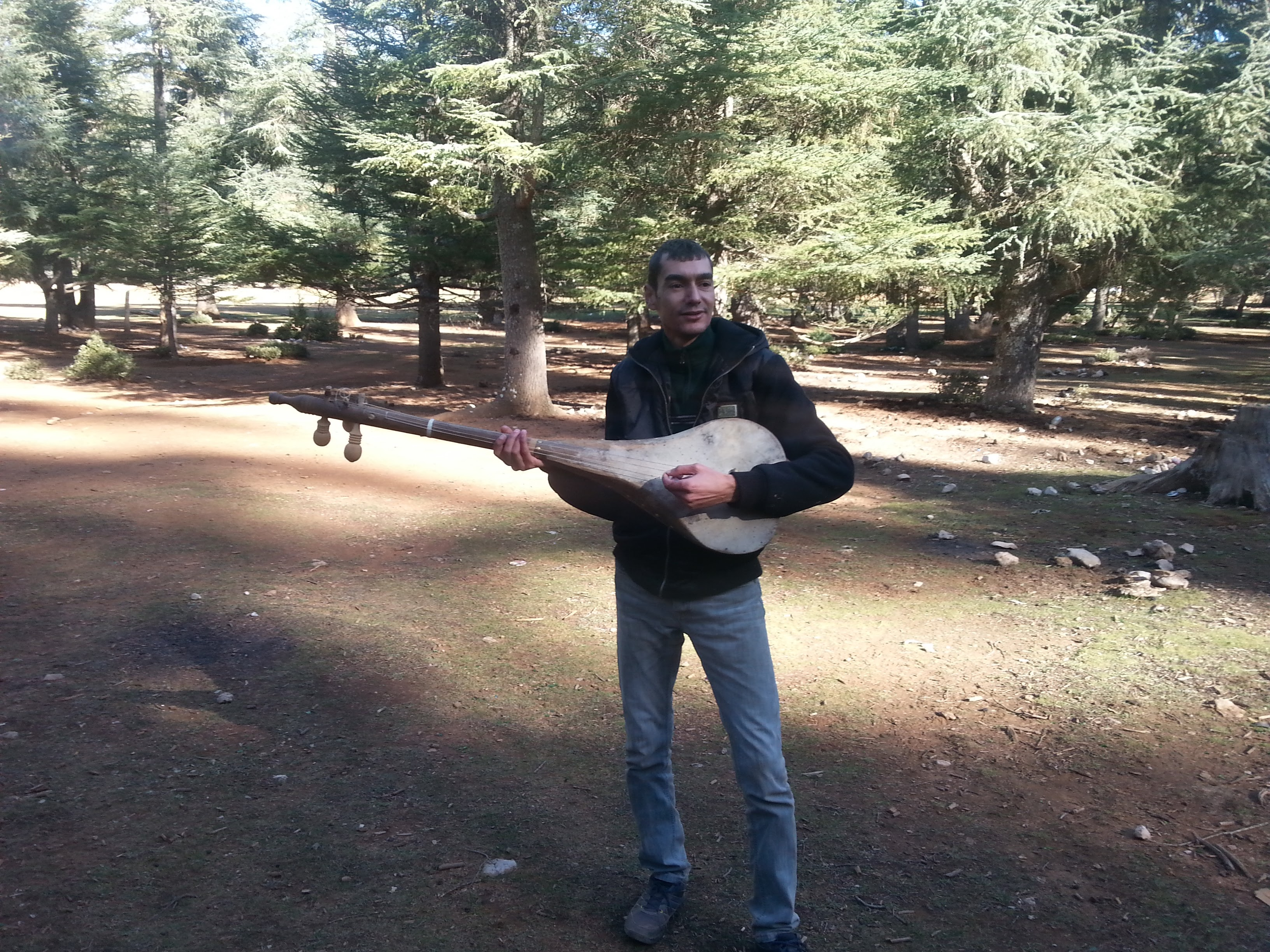
Атлас - Марокко